# Speed Saunders
Cyrill "Speed" Saunders è un personaggio della DC Comics che comparve per la prima volta in Detective Comics n. 1 (1937). Fu un avventuriero ed un detective la cui occupazione fu sconosciuta per lungo tempo. Non sembrava dover fare riferimento a nessuno, ma poteva comandare la gente intorno a lui. Infine, si scoprì che era un investigatore privato e successivamente un membro dell'OSS. È il nonno della Hawkgirl corrente (Kendra Saunders) e cugino della Hawkgirl della Golden Age, Shayera Saunders Hall.

## Storia di pubblicazione
Cyrill "Speed" Saunders comparve per la prima volta in Detective Comics n. 1 (1937). Nel 1999, James Robinson e David S. Goyer utilizzarono il personaggio in JSA Secret Files n. 1.

## Biografia del personaggio
Cyrill "Speed" Saunders è un avventuriero e un detective negli anni trenta e quaranta. Durante questo periodo incontrò Wesley Dodds e i due diventarono amici di lunga data (JSA Secret Files n. 1, 1999).
Nel 1938 Saunders venne assunto dall'Office of Strategic Services (OSS), partecipando in operazioni di controspionaggio nel corso della seconda guerra mondiale (JSA Secret Files n. 1, 1999).
Nell'era moderna, Cyril scoprì che sua nipote, Kendra Saunders, stava in un orfanotrofio; la prese con sé e cominciò ad addestrarla al combattimento corpo a corpo e in altre abilità. Sa già che avrà un grande destino come futura Hawkgirl.
Cyrill si unì al suo amico Dodds in un viaggio in Cina, Tibet e sull'Himalaya. Fu sul monte Kailash che i due si incontrarono con Grey Man. I due uomini ricevettero le ubicazioni di tre bambini, uno di cui stava per ricevere l'essenza di Dottor Fate e, quindi, sarebbe statola nuova incarnazione del mistico eroe. Saunders lasciò Wesley su quel monte così da portare le informazioni ad Alan Scott e alla Justice Society of America, così come anche a Sanderson Hawkins (JSA Secret Files n. 1, 1999).
Una volta tornato in Cina, Cyrill contattò anche sua nipote Kendra, a cui diede l'informazione su uno dei bambini. Le disse di andare a Vancouver, British Columbia e di proteggere il piccolo (JSA n. 2, 1999).